# Cathédrale de Cingoli
La cathédrale de Cingoli est une église catholique romaine de Cingoli, en Italie. Il s'agit d'une cocathédrale du diocèse de Macerata-Tolentino-Recanati-Cingoli-Treia.